# پیچ اشتباه ۳: تنها در برابر مرگ
پیچ اشتباه ۳: باقی ماندن برای مرگ (انگلیسی: Wrong Turn 3: Left for Dead) فیلمی در ژانر ترسناک و اسلشر است که در سال ۲۰۰۹ منتشر شد. این فیلم سومین بخش از مجموعه فیلم پیچ اشتباه است. از بازیگران آن می‌توان به جانت مونت‌گومری و تامر حسن اشاره کرد.